# Ágnes Heller
Ágnes Heller (Budapeste, 12 de maio de 1929 — 19 de julho de 2019) foi uma filósofa húngara. Discípula de Lukács, foi professora de sociologia na Universidade de Trobe, na Austrália. Lecionou na New School for Social Research, em Nova Iorque. Tem várias obras publicadas com Ferenc Fehér, que também é húngaro e discípulo de Lukács, além de lecionar na mesma universidade. Recebeu duras críticas por suas declarações a TV, em inglês, quando negou o terror policial de 2006, perpetrado pelo governo do partido MSZP, herdeiro do partido comunista húngaro.
Sobrevivente do holocausto, narrou quando oficiais nazistas, apoiados pelos fascistas húngaros do Partido da Cruz Flechada, fizeram a deportação dos judeus de Budapeste a Auschwitz".

## O cotidiano na perspectiva de Ágnes Heller
Na sua teoria, Heller divide a vida em atividades cotidianas (objetivadas) e não-cotidianas (de certa forma as subjetivadas). Todo homem nasce no cotidiano, mas ao produzir reflexões teóricas, filosóficas, artísticas e políticas estaria na dimensão não- cotidiana, que, evidentemente, tem sua origem no próprio cotidiano. Ao grifar todo na frase em que define cotidiano como vida, Heller indica que qualquer um, não importa o estágio de consciência histórica em que seja lançado ao mundo, nasce no cotidiano e aí se desenvolve (AGUIAR e HERSCHMANN, 2014).

## Publicações

### Em português e castelhano
- HELLER, Ágnes [et al.] A crise dos paradigmas em Ciências Sociais e os desafios para o século XXI. Rio de Janeiro: Contraponto, 1999.
- HELLER, Ágnes e FEHÉR, Ferenc. Políticas de la postmodernidad: ensayos de crítica cultural, tradução: Montserrat Gurguí, Barcelona: ediciones Península, 1989.
- HELLER, Ágnes. Teoria de los Sentimientos. México: Fontamara, 1987.
- HELLER, Ágnes. O Cotidiano e a História. Tradução de Carlos Nelson Coutinho e Leandro Konder. São Paulo: Paz e Terra, 2004.

### Inglês
- Towards a Marxist Theory of Value. Carbondale: University of Southern Illinois, Telos Books, 1972.
- (contributor) The Humanisation of Socialism: Writings of the Budapest School (ed. András Hegedűs). London: Allison and Busby, 1976.
- The Theory of Need in Marx. London: Allison and Busby, 1976.
- Renaissance Man. London, Boston, Henley: Routledge and Kegan Paul, 1978.
- On Instincts. Assen: Van Gorcum, 1979.
- A Theory of History. London: Routledge and Kegan Paul, 1982.
- Dictatorship Over Needs (with Ferenc Fehér and G. Markus). Oxford: Basil Blackwell, 1983.
- Hungary, 1956 Revisited: The Message of a Revolution – a Quarter of a Century After (with F. Fehér). London, Boston, Sydney: George Allen and Unwin, 1983.
- (ed.) Lukács Revalued. Oxford: Basil Blackwell, 1983.
- Everyday Life. London: Routledge and Kegan Paul, 1984.
- The Power of Shame: A Rationalist Perspective. London: Routledge and Kegan Paul, 1985.
- Doomsday or Deterrence (with F. Fehér). White Plains: M. E. Sharpe, 1986.
- (ed. with F. Fehér) Reconstructing Aesthetics. Oxford: Basil Blackwell, 1986.
- Eastern Left – Western Left. Freedom, Totalitarianism, Democracy (with F. Fehér). Cambridge, New York: Polity Press, Humanities Press, 1987.
- Beyond Justice, Oxford, Boston: Basil Blackwell, 1988.
- General Ethics. Oxford, Boston: Basil Blackwell, 1989.
- The Postmodern Political Condition (with F. Fehér). Cambridge, New York: Polity Press Columbia University Press, 1989.
- Can Modernity Survive? Cambridge, Berkeley, Los Angeles: Polity Press and University of California Press, 1990.
- From Yalta to Glasnost: The Dismantling of Stalin's Empire (with F. Fehér). Oxford, Boston: Basil Blackwell, 1990.
- The Grandeur and Twilight of Radical Universalism (with F. Fehér). New Brunswick: Transaction, 1990.
- A Philosophy of Morals. Oxford, Boston: Basil Blackwell, 1990.
- An Ethics of Personality. Cambridge: Basil Blackwell, 1996.
- A Theory of Modernity. Cambridge, MA: Wiley-Blackwell, 1999.
- The Time is Out of Joint: Shakespeare as Philosopher of History. Cambridge, MA: Wiley-Blackwell, 2000.
- The insolubility of the "Jewish question", or Why was I born Hebrew, and why not Negro? Budapest: Múlt és Jövő Kiadó, 2004.
- Immortal Comedy: The Comic Phenomenon in Art, Literature, and Life. Lanham et al.: Lexington Books, Rowman and Littlefield Publishers Inc, 2005.